# Nikotinamid-adenin-dinukleotidfosfat
Nikotinamid-adenin-dinukleotidfosfat (NADP), NADP+ (oxiderad) eller NADPH (reducerad) är en molekyl som används i levande organismer för att överföra kemisk energi. Den reducerade formen, med två elektroner mer, har hög energi.
NADPH används för att tillföra elektroner (reducera) i olika reaktioner, exempelvis:
- I syntesen av 
  - fettsyror
  - nukleinsyror
  - Kolhydrater
- Metabolismen av:
  - Läkemedel
  - Andra ämnen i kroppen
- Samt vid reduktion av glutationdisulfid till glutation.

Glutation används för att omvandla den fria syreradikalen väteperoxid till två vattenmolekyler. Om inte tillräckliga nivåer av glutation finns i en cell kan den förhållandevis ofarliga väteperoxiden omvandlas till betydligt mer reaktiva hydroxylradikaler genom fentonreaktionen. Därför är NADPH-produktionen en viktig process för att hålla nere skadeverkningarna av fria radikaler.

## I djurceller
I eukaryota celler kommer NADPH huvudsakligen från flera källor, bland annat:
- De oxidativa stegen i pentosfosfatvägen, vilket genererar 2 NADPH + 2H+, står för bildandet av ungefär 60% av allt NADPH.
- NADP+-beroende malatdehydrogenas, (även känt som malic enzyme, sv. "äppelsyreenzym"), enzymatisk reaktion som katalyserar omvandlingen av malat till pyruvat, en reaktion som genererar NADPH + H+.

## I växter
Växter har förutom mitokondrier även kloroplaster. I kloroplasterna blir NADP+ reducerat av ferredoxin-NADP+-reduktas som ett sista steg i elektrontransportkedjan i fotosyntesen. Det NADPH som produceras på detta sätt används sedan i Calvin-cykeln för att bygga upp kolhydrater.

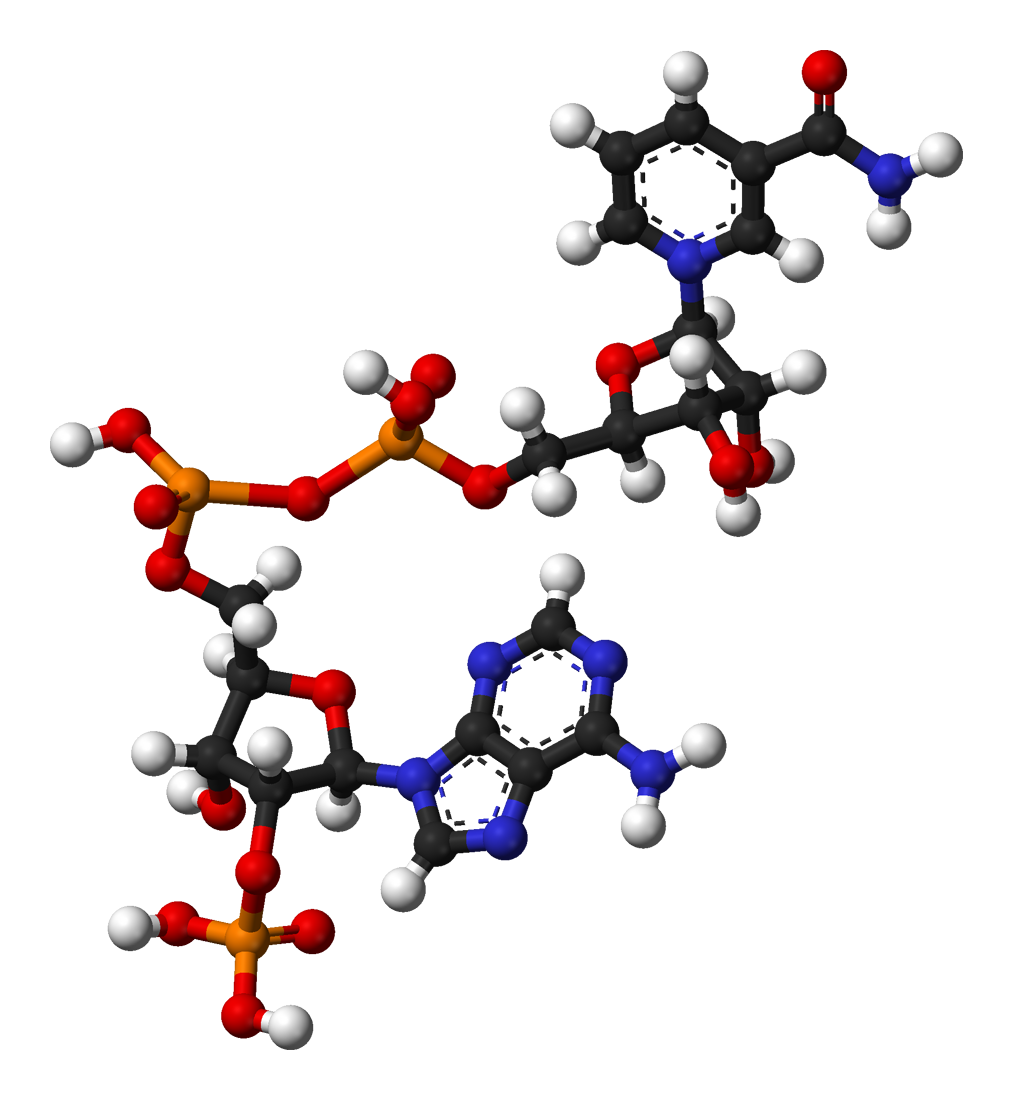
Molekylmodell av NADP+
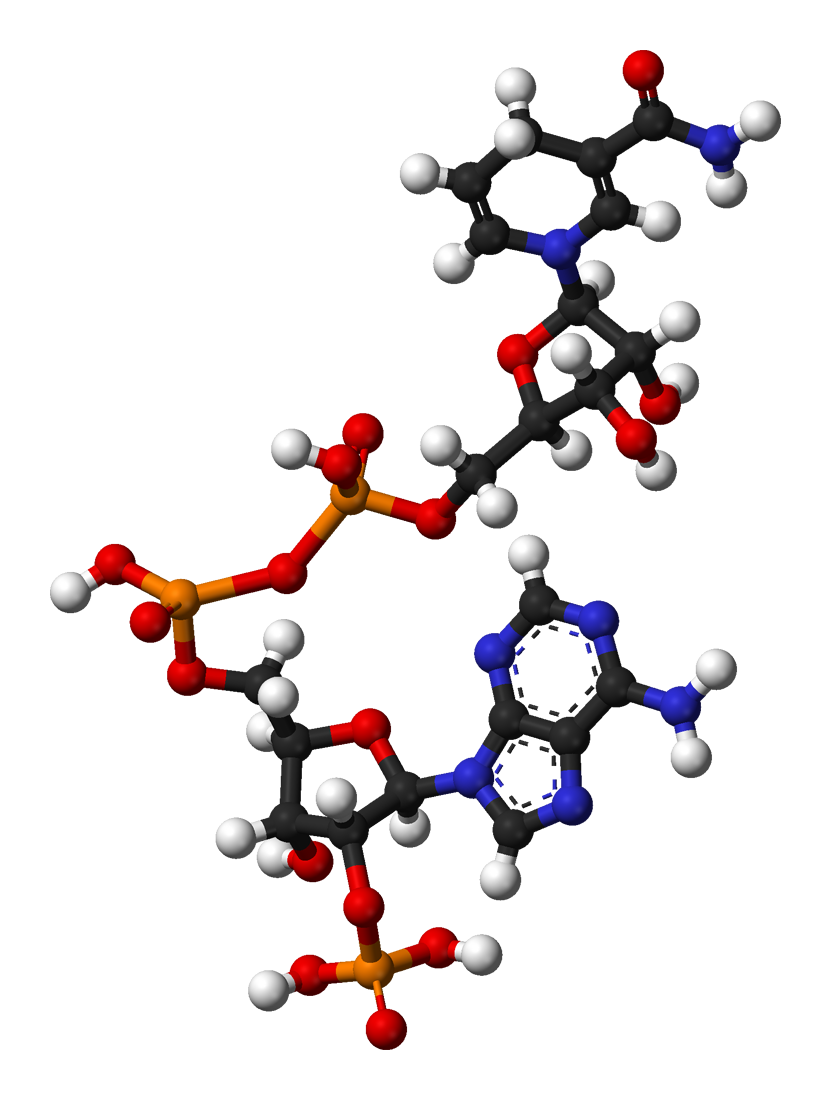
Molekylmodell av NADPH